# Petróczi Gábor
Petróczi Gábor (Budapest, 1955. június 4. –) magyar középiskolai tanár, igazgató, tanügy-igazgatási szakértő, címzetes főiskolai docens.

## Életrajz
Munkáscsalád sarjaként született. Kazincbarcikán az Újvárosi Általános Iskolában tanult, kiválóan szerepelt biológia- és fizikaversenyeken. 1973-ban érettségizett a kazincbarcikai Ságvári Endre Gimnáziumban, 1979-ben jeles diplomát szerzett a debreceni Kossuth Lajos Tudományegyetem matematika-fizika szakán.
Tanári pályafutását az edelényi Izsó Miklós Gimnáziumban kezdte, 1983-ban tért vissza Kazincbarcikára a Ságvári Endre Gimnáziumba mint középiskolai tanár. Kiemelkedő szakmai munkájának köszönhetően 1994-től volt az intézmény igazgatója. 2011-ben az iskola a Szalézi rend irányítása alá került Szalézi Szent Ferenc Gimnázium néven. 2019-ben nyugállományba vonult, Kazincbarcika Város Önkormányzatának képviselő-testülete a szakmai kuratórium javaslata alapján számára a Kazincbarcika Város Közneveléséért díjat adományozta.
Rendszeres szakértői munkát végez, elsősorban a tanügyigazgatás területén. Az egri Eszterházy Károly Főiskola óraadó tanára, másfél évtizede előadóként vesz részt a pedagógus szakvizsgára készülő hallgatók oktatásában és vizsgáztatásában.
1995-től rendszeresen publikál a Raabe Kiadó kiadványaiban, melyen keresztül országos elismertséget szerzett. Közoktatási szakértőként folyamatosan bízzák meg előadásokkal a legkülönbözőbb oktatási témákban.
Honlapját havonta húszezernél is többen keresik fel, az összes olvasó száma már meghaladta az ötmilliót.
Petróczi Gábor felesége, Marsi Irén is pedagógus, két gyermekük van.

## Írásai
Szakmai cikkei elsősorban a Raabe Tanácsadó és Kiadó Kft. közismert kiadványaiban jelentek meg.
- Korszerű Iskolavezetés (KIV) - 22 cikk
- Tanári LÉTkérdések (TLK) - 14 cikk
- Sikeres Iskolavezetés (SIK) - 4 cikk
  - A felsőoktatási változásokk hatása a középiskolai munkára (SIK, 2012)
  - Együttműködési hálózatok a XXI. századi oktatásban (SIK, 2012)
  - Az iskolai szülői szervezet rugalmas működtetésének korszerű útjai (TLK, 2011)
  - A szakértői névjegyzékkel kapcsolatos feladatok változása (KIV, 2010)
  - A pedagógusok teljesítményértékelésének új metódusa (KIV, 2009)
  - Az iskola kapcsolati hálójának fejlesztési módszereiről (TLK, 2008)

Bővebben: Petróczi Gábor: Szakértői munkám, cikkeim és előadásaim Archiválva 2014. december 31-i dátummal a Wayback Machine-ben

## Elismerései
- Az Eszterházy Károly Főiskola Szenátusa 2007-ben „címzetes főiskolai docens” címet adományozott számára.
- Vándorplakett[3] (2010)
- Magyar Arany Érdemkereszt (2012)
- Pro Urbe Kazincbarcika (2014. augusztus 20.)
- Kazincbarcika Város Közneveléséért kitüntető díja (2019. június 7.)[4]